# 尼加拉瓜历史
尼加拉瓜是中美洲人口密度最小的国家。它与其他中美洲国家相比面积稍大但人口略少。它位于墨西哥至哥伦比亚的当中。北面与洪都拉斯相邻，南面与哥斯达黎加相接。

## 哥伦布前尼加拉瓜
在公元500年后，有人们从墨西哥迁移至此。许多尼加拉瓜低地的居民是从哥伦比亚迁徙而来。

## 西班牙的征服
1502年，哥伦布发现尼加拉瓜。那是他的第四次航行中，他抵达洪都拉斯，沿着东海岸探索和发现。1522年，西班牙抵达今尼加拉瓜。几个月后，西班牙人弗朗西斯科·埃尔南德斯·科尔多瓦征服了此地。1524年，科尔多瓦建立了永久定居点。

## 从殖民地到国家
1538年，新西班牙总督辖区建立，包括墨西哥和除巴拿马外的中美洲。1570年被划入危地马拉总督辖区。1610年莫莫通博火山爆发。
尼加拉瓜自西班牙人到来之后，相对而言保持了三百多年的平静。自19世纪初，拿破仑侵入西班牙。中美洲国家宣布独立。尼加拉瓜起初为墨西哥帝国的一部分。1821年成为中美洲联合省的一部分。1838年，中美洲联合省解散。尼加拉瓜独立成一国。自独立以来，尼加拉瓜的政治就为保守派和自由派相互斗争。最初于1855年，由自由派邀请反对保守派的一个美国冒险家威廉·沃克占领了尼加拉瓜，他于1856年自称尼加拉瓜总统。在洪都拉斯和其他中美洲国家的联合下，在1857年将他赶出了尼加拉瓜。自1893年后，由何塞·桑托斯·塞拉亚领导自由党开始占有优势。1894年塞拉亚结束了与英国在大西洋沿岸的长期争端，重新将蚊子海岸并入至尼加拉瓜。

## 美国的占领（1900年——1933年）
1909年，由美国提供支持的保守党军队反叛总统塞拉亚。美国的动机为控制尼加拉瓜运河，而塞拉亚潜在的想要规范外资进入尼加拉瓜自然资源领域。11月17日，两名在尼矿业的美国人被处决。美国表示进行干涉。这一年年底，塞拉亚辞职。1912年8月，自总统阿道夫·迪亚兹要求将军路易斯·梅纳辞职开始，尼加拉瓜陷入暴动。
美国于1912年至1933年军事占领了尼加拉瓜。除了1925年最初的9个月。 自1910年至1926年，保守党政府统治尼加拉瓜。
1927年至1933年，奥古斯托·塞萨尔·桑地诺拒绝了谈判协议。他发起了持久的游击战争。首先他反对保守党政权，随后反对美国海军陆战队，在他们撤军后成立新的自由派政府。美军于1933年撤军后的结果是尼加拉瓜的游击战和大萧条。

## 索摩查王朝（1936年——1979年）
在美国的支持下，安納斯塔西奧·索摩查·加西亞挫败他的政治对手，其中包括桑地诺，他被国民警卫队于1934年处决。接替老索摩查的是他的两个儿子，路易斯·索摩查·德瓦伊萊自1956年9月29日至1963年5月1日为总统直至去世。他的弟弟安纳斯塔西奥·索摩查·德瓦伊萊掌管国民警卫队。索摩查家族一直统治到1979年。
自1972年，桑定民族解放陣線起义爆发。

## 桑地诺时期（1979年——1990年）
由于尼加拉瓜的政府垮台和国民卫队指挥官脱离索摩查，桑定民族解放陣線的起义军进逼首都馬拿瓜，尼加拉瓜陷入反政府內戰。1979年7月19日，新政府成立。1983年底和1984年初，美国在尼加拉瓜的布拉夫等港口设置水雷，尼加拉瓜因此于1984年4月向位于荷兰海牙的国际法院（ICJ）提起诉讼，是为尼加拉瓜诉美国案，该案于1986年6月27日裁决，但美方拒绝执行。尼加拉瓜內戰持续10年，至1989年结束。1990年，桑解阵下台，比奥莱塔·查莫罗继任总统。1991年，查莫罗政府撤诉「尼加拉瓜訴美國案」。

## 后桑地诺时期
2006年11月丹尼尔·奥尔特加在总统选举中获胜。